# 綾乃あゆみ
綾乃 あゆみ（あやの あゆみ、1995年10月19日 - ）は、日本の女性声優。フリーランス。

## 人物
青山学院大学比較芸術学科卒業。
憧れのタレントは水樹奈々、嗣永桃子、鈴木愛理。特技は歌、磯遊び、絵。ホワイトコーデを好む。
ミスiD2019のオーディションの際、審査員を務めた大郷剛に「今まで聴いてきた（オーディションで歌われる）パート・オブ・ユア・ワールドの中で一番良かった」と評されている。
また、ぼくたちの失敗賞を受賞している。
2021年12月25日、3年間所属していた研音を退所したとツイッターにて発表。

## 出演
太字はメインキャラクター。

### テレビアニメ
2017年
- けものフレンズ（ショウジョウトキ）

2019年
- パズドラ

2020年
- 痛いのは嫌なので防御力に極振りしたいと思います。（NPCメイド）
- ＜Infinite Dendrogram＞-インフィニット・デンドログラム-（みゃんな）
- 球詠（亀平）

2021年
- EDENS ZERO（2021年 - 2023年、ラビリア） - 2シリーズ

### 劇場アニメ
- フラ・フラダンス（2021年、環奈の後輩）

### ゲーム
- ソウルアーク（2019年、ハンズイ）
- サクラ革命 〜華咲く乙女たち〜（2020年、風雪マジュ[5]）

## 受賞
- ミスiD2019 ぼく（選考委員）たちの失敗賞[6]

### シリーズ一覧
1. ↑  第1期（2021年）、第2期（2023年）